# Королевский дворец в Мадриде

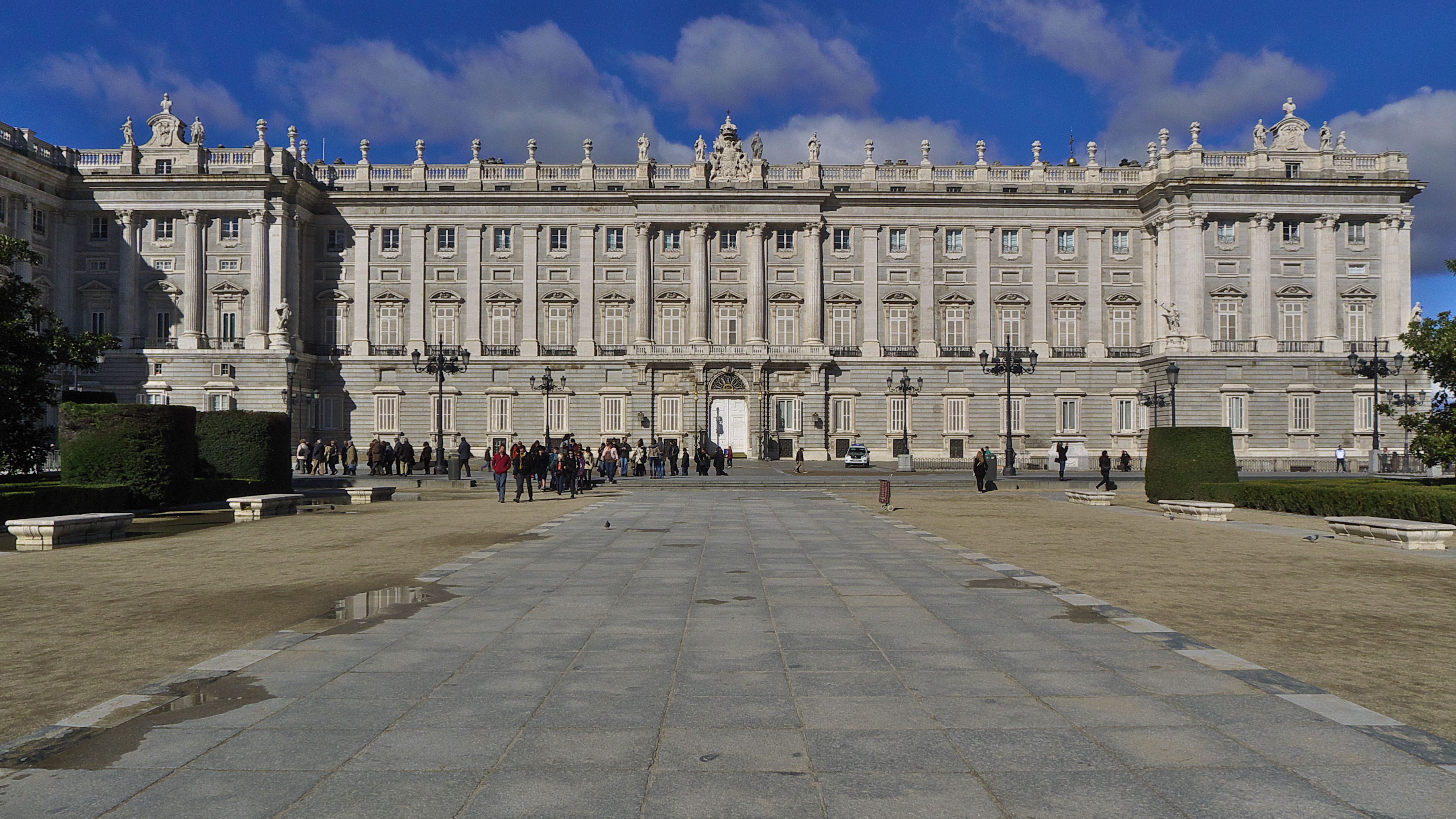
«Паласио Реаль». Восточный фасад. 1735—1764

Королевский дворец в Мадриде (исп. Palacio Real de Madrid), иначе Восточный дворец (Palacio de Oriente), — официальная резиденция королей Испании. Расположена в западной части Мадрида на «Plaza de Oriente». Прежний король Хуан Карлос I, однако, не жил во дворце и посещал его только по случаям официальных церемоний.
На месте дворца в Средние века находилась мавританская крепость эмиров Кордовы и Толедо. Позднее здесь был построен Алькасар Габсбургов, разрушенный во время страшного пожара в рождественскую ночь 1734 г. Внук Людовика XIV, Филипп V, первый Бурбон, взошедший на испанский трон после смерти Карла II, по окончании войны за престол 1700—1714 годов против эрцгерцога Карла Австрийского, пожелал иметь в Мадриде большой дворец, подобный Версалю, построенному по указу его деда.
По совету своей жены и большой ценительницы искусств Изабеллы Фарнезской в 1735 году Филипп V призвал итальянского архитектора Филиппо Юварру и дал ему заказ на проектирование дворца. Однако архитектор скончался в 1736 году. После смерти Юварры его ученик, Джованни Баттиста Саккетти, довёл проект до конца. Он создал здание прямоугольной формы с внутренним двором по центру и для его строительства использовал гранит с гор Сьерра-де-Гвадаррама и известняк из Кольменара. На последних этапах руководителем строительства был итальянец Франческо Сабатини.
Строительство дворца началось в 1738 году и было завершено в 1764 году, в период правления Карла III, который первым и поселился в нём. Однако внутреннее оформление дворца продолжалось ещё довольно долго. Поскольку дворец построен на холме, на берегу реки Мансанарес, в его основание заложены огромные стены и ступенчатые платформы с внутренними перекрытиями, которые доходят с запада до самой реки, где расположены парк Кампо дель Моро с густыми зарослями деревьев, дорожками и фонтанами, такими как «Тритон» и «Ракушки». Парк был основан в XIX в., и сегодня в нём находится Музей карет, котором собраны экипажи, двуколки, ландо, парадные кареты и коляски, принадлежавшие испанским королям с XVI в., а также сёдла и ковры.
С северной стороны, рядом с улицей Байлен, тянутся верхние сады Сабатини, разбитые в 1933 году на месте бывших конюшен. Главный вход расположен на южном фасаде, выходящем на Оружейную площадь, где каждую первую среду месяца проводят торжественную смену караула и через который въезжают король с королевой в старинном экипаже во время приёмов, устраиваемых по случаю вручения верительных грамот новыми послами.

## Архитектура
Архитектура дворца следует «французской схеме»: общая симметрия плана, главный фасад, находящийся в глубине за оградой, предваряемый большим курдонёром (парадным двором) с протяжёнными боковыми корпусами, оформленными с помощью аркад. Фасад имеет рустовку первого этажа и большой ордер в высоту второго и третьего этажей. Выделение ризалитов, вазоны и статуи на балюстраде кровли, подобно версальским, придают классицистической схеме барочный характер.

## Интерьер
Внутреннее убранство дворца составляют фрески работы итальянских художников: Коррадо Джаквинто, Джованни Баттиста Тьеполо, Луки Джордано и Караваджо, немецкого мастера Антона Рафаэля Менгса и испанцев: Диего Веласкеса, Франсиско Гойи, Франсиско Байеу, Марьяно Сальвадора Маэльи и Висенте Лопеса. Убранство парадных интерьеров дополняют хрустальные люстры, фламандские шпалеры, мебель в стиле неоклассицизма, рококо и ампира, изделия из фарфора, часы, уникальное собрание скрипок Страдивари, старинного оружия, портреты и картины.
Парадная лестница, созданная Франческо Сабатини, ведёт в парадные залы. Среди них выделяются следующие:
- Тронный зал в стиле рококо, потолок которого расписан в 1764 г. венецианским мастером Тьеполо, с мебелью, зеркалами, часами, стенами, обитыми красным дамаском, шитым серебряной нитью, со статуями, изображающими главные добродетели, а также из серии «Семь планет». Хрустальные люстры из серебра венецианской работы — лучшие во дворце.
- Зал Гаспарини также в стиле рококо. Ансамбль, созданный Матиасом Гаспарини, украшенный шёлком, шитым серебряной нитью, лепниной на потолке и мебелью, зеркалами и мраморным полом того же рисунка, дополняют канделябры и стол из мозаики.
- Фарфоровый зал украшен фарфоровыми панелями, созданными на мадридской фабрике Буэн Ретиро, основанном Карлом III, по эскизам итальянского мастера Хосе Гричи и технике итальянской мануфактуры Каподимонте.
- Парадный обеденный зал был открыт в 1879 г. по случаю бракосочетания Альфонса XII со второй супругой Марией-Кристиной, вмещает 145 приглашённых. Украшен фламандскими гобеленами XVI в., хрустальными люстрами из бронзы, севрским фарфором и фресками кисти Антона Рафаэля Менгса и Байеу.
- Капелла создана по проекту Вентуры Родригеса. В основании имеет форму греческого креста и украшена фресками Коррадо Джаквинто.
- Оружейная основана Филиппом II и обладает самой важной коллекцией оружия и доспехов Испании, которые принадлежали Максимилиану Австрийскому, Филиппу Красивому, Карлу V, Боабдилу, Себастьяну Португальскому, испанским Габсбургам.